# Distrito electoral federal 4 de Puebla
El Distrito electoral federal 4 de Puebla es uno de los 300 Distritos Electorales en los que se encuentra dividido el territorio de México para la elección de diputados federales y uno de los 16 en los que se divide el estado de Puebla. Su cabecera es la ciudad de Libres.

## Historia
La integración anterior fue definida por el Instituto Nacional Electoral en marzo de 2017 era así: Se encuentra localizado en el suroriente del estado, en la región del Valle de Tehuacán y la Sierra Negra; y lo forman los siguientes municipios: Ajalpan, Altepexi, Caltepec, Cañada Morelos, Coxcatlán, Coyomeapan, Chapulco, Eloxochitlán, General Felipe Ángeles, Nicolás Bravo, Palmar de Bravo, Quecholac, San Antonio Cañada, San Gabriel Chilac, San José Miahuatlán, San Sebastián Tlacotepec, Vicente Guerrero, Zapotitlán, Zinacatepec y Zoquitlán.

## Diputados por el distrito
| Legislatura   | Periodo     | Diputado                        | Grupo parlamentario                  |
| ------------- | ----------- | ------------------------------- | ------------------------------------ |
| I             | 1857 - 1861 |                                 |                                      |
| II            | 1861 - 1862 |                                 |                                      |
| III           | 1862 - 1863 |                                 |                                      |
| IV            | 1867 - 1868 |                                 |                                      |
| V             | 1869 - 1871 |                                 |                                      |
| VI            | 1871 - 1873 |                                 |                                      |
| VII           | 1873 - 1875 |                                 |                                      |
| VIII          | 1875 - 1878 |                                 |                                      |
| IX            | 1878 - 1880 |                                 |                                      |
| X             | 1880 - 1882 |                                 |                                      |
| XI            | 1882 - 1884 |                                 |                                      |
| XII           | 1884 - 1886 |                                 |                                      |
| XIII          | 1886 - 1887 |                                 |                                      |
| XIV           | 1888 - 1890 |                                 |                                      |
| XV            | 1890 - 1892 |                                 |                                      |
| XVI           | 1892 - 1894 |                                 |                                      |
| XVII          | 1894 - 1896 |                                 |                                      |
| XVIII         | 1896 - 1898 |                                 |                                      |
| XIX           | 1898 - 1900 |                                 |                                      |
| XX            | 1900 - 1902 |                                 |                                      |
| XXI           | 1902 - 1904 |                                 |                                      |
| XXII          | 1904 - 1906 |                                 |                                      |
| XXIII         | 1906 - 1908 |                                 |                                      |
| XXIV          | 1908 - 1910 |                                 |                                      |
| XXV           | 1910 - 1912 |                                 |                                      |
| XXVI          | 1912 - 1914 |                                 |                                      |
| Constituyente | 1916 - 1917 | Gabriel Rojano                  |                                      |
| XXVII         | 1917 - 1918 | Luis M. Hernández               |                                      |
| XXVIII        | 1918 - 1920 |                                 |                                      |
| XXIX          | 1920 - 1922 |                                 |                                      |
| XXX           | 1922 - 1924 | Roberto Casas Alatriste         |                                      |
| XXXI          | 1924 - 1926 |                                 |                                      |
| XXXII         | 1926 - 1928 |                                 |                                      |
| XXXIII        | 1928 - 1930 |                                 |                                      |
| XXXIV         | 1930 - 1932 |                                 |                                      |
| XXXV          | 1932 - 1934 |                                 |                                      |
| XXXVI         | 1934 - 1937 |                                 |                                      |
| XXXVII        | 1937 - 1940 |                                 |                                      |
| XXXVIII       | 1940 - 1943 |                                 |                                      |
| XXXIX         | 1943 - 1946 |                                 |                                      |
| XL            | 1946 - 1949 |                                 |                                      |
| XLI           | 1949 - 1952 |                                 |                                      |
| XLII          | 1952 - 1955 | Luis H. Jiménez                 | Partido Revolucionario Institucional |
| XLIII         | 1955 - 1958 | Antonio J. Hernández            | Partido Revolucionario Institucional |
| XLIV          | 1958 - 1961 | Salvador Serrano Ramírez        | Partido Revolucionario Institucional |
| XLV           | 1961 - 1964 | Antonio J. Hernández            | Partido Revolucionario Institucional |
| XLVI          | 1964 - 1967 | Rigoberto González Flores       | Partido Revolucionario Institucional |
| XLVII         | 1967 - 1970 | Antonio J. Hernández            | Partido Revolucionario Institucional |
| XLVIII        | 1970 - 1973 | Eleazar Camarillo Ochoa         | Partido Revolucionario Institucional |
| XLIX          | 1973 - 1976 | Lino García Gutiérrez           | Partido Revolucionario Institucional |
| L             | 1976 - 1979 | Antonio J. Hernández            | Partido Revolucionario Institucional |
| LI            | 1979 - 1982 | Eleazar Camarillo Ochoa         | Partido Revolucionario Institucional |
| LII           | 1982 - 1985 | Lino García Gutiérrez           | Partido Revolucionario Institucional |
| LIII          | 1985 - 1988 | Eleazar Camarillo Ochoa         | Partido Revolucionario Institucional |
| LIV           | 1988 - 1991 | Serafín Sánchez Campos          | Partido Revolucionario Institucional |
| LV            | 1991 - 1994 | Eleazar Camarillo Ochoa         | Partido Revolucionario Institucional |
| LVI           | 1994 - 1997 | José Luis Galeazzi Berra        | Partido Acción Nacional              |
| LVII          | 1997 - 2000 | Oscar Aguilar González          | Partido Revolucionario Institucional |
| LVIII         | 2000 - 2003 | Víctor Emanuel Díaz Palacios    | Partido Revolucionario Institucional |
| LIX           | 2003 - 2006 | Porfirio Alarcón Hernández      | Partido Revolucionario Institucional |
| LX            | 2006 - 2009 | Wenceslao Herrera Coyoc         | Partido Revolucionario Institucional |
| LXI           | 2009 - 2012 | Oscar Aguilar González          | Partido Revolucionario Institucional |
| LXII          | 2012 - 2015 | Josefina García Hernández       | Partido Revolucionario Institucional |
| LXIII         | 2015 - 2018 | Hugo Alejo Domínguez            | Partido Acción Nacional              |
| LXIV          | 2018 - 2021 | Inés Parra Juárez               | Movimiento Regeneración Nacional     |
| LXV           | 2021 - 2024 | Inés Parra Juárez               | Movimiento Regeneración Nacional     |
| LXVI          | 2024 - 2027 | Juan Antonio González Hernández | Movimiento Regeneración Nacional     |